# Ruth Belville

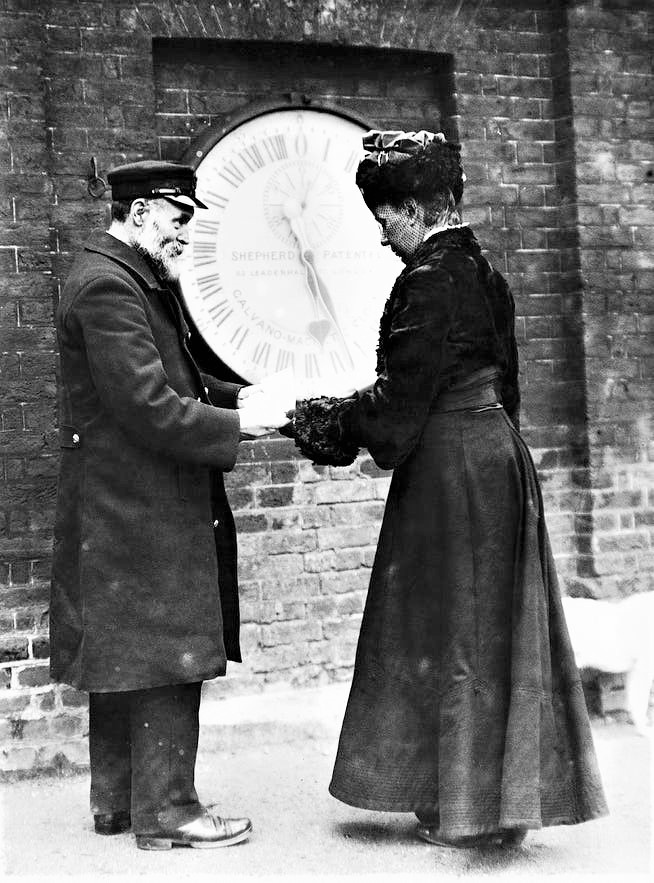
Ruth Belville voor het Koninklijk Observatorium van Greenwich in 1908

Elizabeth Ruth Naomi Belville (5 maart 1854 - 7 december 1943), ook bekend als de Greenwich Time Lady, was een zakenvrouw uit Londen. Zij, haar moeder Maria Elizabeth en haar vader John Henry, verkochten de tijd aan de mensen. Dit werd door de Belvilles gedaan door elke dag hun horloge in te stellen op Greenwich Mean Time, zoals aangegeven door de Greenwich-klok, en vervolgens mensen de tijd te "verkopen" door hen naar het horloge te laten kijken zodat ze hun eigen horloges gelijk konden zetten.

## Geschiedenis
In het midden van de 19e eeuw zorgde het Koninklijk Observatorium van Greenwich voor een zeer nauwkeurige tijd. In het observatorium, ten oosten van Londen, wisten mensen de exacte tijd maar in de andere stadsdelen was dit minder het geval. Observatoriummedewerker Henry Belville creëerde in 1836 een dienst voor tweehonderd klanten. Elke ochtend kwam hij langs bij het observatorium om zijn chronometer af te stellen op de tijd van Greenwich en vertrok daarna naar zijn klanten om hun klokken in te stellen. Henry stierf twintig jaar later en zijn weduwe Maria Elizabeth zette de handel voort. Toen Maria Elizabeth in 1892 met pensioen ging, volgde hun dochter Ruth hen op en bleef dit doen tot 1940.
Het horloge dat door de Belvilles gebruikt werd, was een pocket chronometer No. 485/786 van uurwerkmaker John Arnold en oorspronkelijk gemaakt voor de hertog van Sussex. Na het overlijden van Ruth werd het horloge geschonken aan de Worshipful Company of Clockmakers.

## Concurrentie
De activiteiten van Belville werden aangevallen door St John Wynne, directeur van de Standard Time Company die een telegrafische tijdsignaaldienst verkocht en daarom de belangrijkste concurrent van Belville was. Wynne hield een toespraak in de stad waarbij hij Belville aanviel en onder andere suggereerde dat ze haar vrouwelijkheid gebruikte om zaken te doen.
De toespraak werd gepubliceerd in The Times zonder echter de Standard Time Company te vermelden en het feit dat hij de concurrent van Belville was. Na de publicatie werd Belville belegerd door verslaggevers die geïnteresseerd waren in haar bedrijf en ook het mogelijke schandaal, geïmpliceerd door de opmerkingen van Wynne. Deze belangstelling resulteerde in een toename van haar omzet en Belville zei dat het Wynne enkel gelukt was om haar gratis publiciteit te geven.